# 212A-klassen
212A-klassen er en yderst moderne konventionel ubåd brugt af Deutsche Marine og den italienske flåde, der er desuden en eksportversion af denne ubådstype benævnt 214-klassen og er solgt til Grækenland, Tyrkiet og Sydkorea
212A-klassen bruger et moderne fremdrivningssystem som gør ubåden i stand til at være neddykket i op til 3 uger uden at skulle komme til overfladen for at genoplade sine batterier. Dette foregår ved hjælp af Siemens proton exchange membrane (PEM) der bruger hydrogen brændselsceller. Ubåden kan neddykket operere ved høj fart ved brug af sin elektromotor ved hjælp af sine batterier eller kan skifte over til AIP-systemet og sejle stille og lydløst uden at skulle genoplade batterierne. Dette fremdrivningssystem siges at være utroligt lydløst og skulle gøre ubåden næsten umulig at finde. 
Ubåde uden disse AIP-systemer er afhængig af at skulle op til periskobdybde med jævne intervaller (typisk en gang eller to i døgnet) for at genoplade sine batterier, dette er også nødvendigt for 212A-klassen når dets lager af hydrogen er opbrugt. Ubådene er, når de skal oplade sine batterier, nødt til at bruge sine dieselgeneratorer. For at få ilt til dieselgeneratorerne er man nødt til at køre en snorkel op over vandoverfladen. Når snorkelen bliver op over vandoverfladen mister ubåden sin fordel ved at være gemt under vandet, og kan pludselig detekteres af radarer. Det er derfor en stor fordel at kunne være neddykket i flere uger uden at skulle op til overfladen og dermed risikere at røbe sin position.
De tyske ubåde er tilknyttet 1. ubådseskadre (1. U-Bootgeschwader) som er stationeret i Egernførde, og de italienske ubåde hører under ubådskommandoen og har basehavn i Taranto.
| Land     | Pennant  | Navn             | Kølen lagt       | Søsat             | Indgået          | Skæbne     | Kaldesignal |
| Tyskland | Tyskland | Tyskland         | Tyskland         | Tyskland          | Tyskland         | Tyskland   | Tyskland    |
| -------- | -------- | ---------------- | ---------------- | ----------------- | ---------------- | ---------- | ----------- |
| Tyskland | S181     | U31              | 1. juli 1998     | 20. Marts 2002    | 19. oktober 2005 | I tjeneste | DRDA        |
| Tyskland | S182     | U32              | 11. juli 2000    | 4. december 2003  | 19. oktober 2005 | I tjeneste | DRDB        |
| Tyskland | S183     | U33              | 30. april 2001   | September 2004    | 13. juni 2006    | I tjeneste | DRDC        |
| Tyskland | S184     | U34              | december 2001    | 1. maj 2006       | 3. maj 2007      | I tjeneste | DRDD        |
| Tyskland | S185     | U35              | 21. august 2007  | 15. november 2011 | 23. marts 2015   | I tjeneste | DRDY        |
| Tyskland | S186     | U36              | -                | 6. Februar 2013   | 10. oktober 2016 | I tjeneste | DRDZ        |
| Italien  |          |                  |                  |                   |                  |            |             |
| Italien  | S526     | Salvatore Todaro | 3. Juli 1999     | 6. november 2003  | 19. august 2006  | I tjeneste | -           |
| Italien  | S527     | Sciré            | 27. marts 2000   | 18. december 2004 | 19. februar 2007 | I tjeneste | -           |
| Italien  | S528     | Pietro Venuti    | 9. december 2009 | 9. oktober 2014   | 6. juli 2016     | I tjeneste | -           |
| Italien  | S529     | Romeo Romei      | 2012             | 4. juli 2015      | 11. maj 2017     | I tjeneste | -           |